# Andrés Henestrosa
Andrés Henestrosa Morales (Ixhuátan, 30 novembre 1906 – Città del Messico, 10 gennaio 2008) è stato uno scrittore, storico e politico messicano.
È ricordato per lo studio sulla fonetica della lingua zapotec e la sua trascrizione in alfabeto latino. Fu inoltre deputato all'Onorevole Congresso dell'Unione (Camera dei deputati) per tre mandati e senatore dello Stato di Oaxaca dal 1982 al 1988.

## Biografia
Studia a Juchítan, in Oaxaca, dopodiché alla National Teacher's school e poi alla National High School.
Successivamente entra all'UNAM messicana e viene consigliato da Alfonso Caso sul suo futuro: scriverà e spiegherà miti e leggende Zapotec.
Scrive il primo libro nel 1929, Los Hombres que dispersò la danza. Il suo romanzo più famoso è però El retrato de mi madre.
Nel 1993 il Senato messicano gli conferisce la Medaglia d'Onore Belisario Domínguez.
Muore il 10 gennaio 2008 all'età di 101 anni.